# نیمتشیتسه (ناحیه پراخاتیتسه)
نیمتشیتسه (به چکی: Němčice) یک منطقهٔ مسکونی در جمهوری چک است که در ناحیه پراخاتیتسه واقع شده‌است. نیمتشیتسه ۴٫۱۴ کیلومتر مربع مساحت و ۱۸۷ نفر جمعیت دارد و ۴۳۱ متر بالاتر از سطح دریا واقع شده‌است.